# Ljubljana
Ljubljana (tysk: Laibach, italiensk: Lubiana) er Sloveniens hovedstad og er beliggende ved floden Ljubljanicas udløb i floden Sava i det centrale Slovenien mellem Alperne og Adriaterhavet. Byen har 284.293 (2022) indbyggere.

## Historie
Romerske bosætninger blev bygget på stedet i år 15 e.Kr., og byen nævnes ved navn første gang i 1144 (ved sit tyske navn Laibach) og 1146 (ved navnet Luwigana). Ljubljana kom under habsburgsk styre i 1335, blev bispesæde i 1461 og udviklede sig til et slovensk kulturelt center i løbet af senmiddelalderen. Det habsburgske styre blev alene afbrudt af Napoleonskrigene, da byen mellem 1809 og 1813 var hovedstad for de franske illyriske provinser. Under østrigsk-ungarsk styre var byen hovedstad for hertugdømmet Krain.
Efter 2. verdenskrig blev Ljubljana hovedstad i den jugoslaviske socialistiske republik Slovenien. Da Slovenien blev uafhængig i 1991, blev byen landets hovedstad.
Ljubljana er blevet ødelagt af jordskælv gentagne gange. Efter jordskælvet i 1511 blev byen genopbygget i renæssancestil og efter jordskælvet i 1895 i nyklassicistisk stil og jugendstil.

## Demografi
84,1 % af indbyggerne i Ljubljana var ifølge folketællingen i 2002 slovenske statsborgere, 7,5 % bosnier, 3,5 % kroater, 3,2 % jugoslaver (i dag: serbere og montenegrinere), 0,7 % EU-borgere (dengang EU-15), 0,6 % makedonere og 0,5 % andre.
Slovensk er det eneste officielle sprog i bykommunen Ljubljana og blev ved denne folketælling angivet som modersmål hos 78,9 % af befolkningen. Andre sprog ifølge folketællingen var 4,1 % serbisk, 3,9 % kroatisk, 3,9 % serbokroatisk, 3,4 % bosnisk og 1,9 % andre sprog.

## Transport
Ljubljana er centrum for det slovenske vejnetværk, der forbinder byen til alle dele af landet. Indtil juli 2008 blev afgiftsboder benyttet til at afkræve afgift, men nu bruges der et system med klistermærker, der er gyldige i et år eller minimum seks måneder. Byen i det centrale Slovenien er forbundet mod sydvest af A1-E70 til de italienske byer Trieste og Venedig og den kroatiske havn Rijeka. Mod nord leder A1-E57 til Maribor, Graz og Wien. Mod øst forbinder A2-E70 den med den kroatiske hovedstad Zagreb, hvorfra man kan komme til Ungarn eller byer i det tidligere Jugoslavien, som Beograd. Mod nordvest går A2-E61 til de østrigske byer Klagenfurt og Salzburg, hvilket gør det til en vigtig adgangsvej for turister fra det nordlige Europa.